# Acanthominua
Acanthominua is een geslacht van hooiwagens uit de familie Minuidae.
De wetenschappelijke naam Acanthominua is voor het eerst geldig gepubliceerd door Sørensen in 1932. 

## Soorten
Acanthominua is monotypisch en omvat slechts de volgende soort:
- Acanthominua tricarinata